# Ács Alajos
Ács Alajos (Brăila, 1930. július 28. – Szatmárnémeti, 2002. december 26.) a Magyar Köztársasági Érdemrend középkeresztjével kitüntetett, Harag György-, Kovács György- és Szentgyörgyi István-díjas romániai magyar színész, a Szatmárnémeti Északi Színház és a Harag György Társulat alapító tagja, örökös tagja, az Ács Alajos Játékszín névadója.

## Életpálya
Ács Alajos 1930. július 28-án született Brăilán. Színművészeti tanulmányait a kolozsvári Magyar Művészeti Intézetben végezte, majd 1953-ban csoporttársaival együtt (Csiky András, Köllő Béla, Török István, Vándor András, Elekes Emma, Soós Angéla, Nyíredi Piroska, Nagy Iza) Harag György vezetésével társulatot alapít Nagybányán – ők a mai Harag György Társulat magjai. 1956-ban átköltöznek Szatmárnémetibe.
1968–1979 között a társulat igazgatója.
Második felesége Csíky Emőke (1944-2011)

## Szerepei
- Firsz, öreg inas (Csehov: Cseresznyéskert)
- Argante (Molière: Scapin furfangjai)
- Tudós/Álruhás pap/Baptista szolgája/Nathaniel, Petruchio szolgája/Színész/Lord képmása (Shakespeare: A makrancos hölgy megszelídítése)
- Haynau (Jókai Mór: A kőszívű ember fiai)
- Vackor, ács (Shakespeare: Szentivánéji álom)
- Lear (Shakespeare: Lear király)
- Stetner, Tanácsos (Molnár Ferenc: Üvegcipő)
- Malomszegi báró (Huszka Jenő, Martos Ferenc, Darvas Szilárd: Lili bárónő)
- Versinyin (Csehov: Három nővér)
- Vasderes (Raffai Sarolta: Vasderes)
- George (Albee: Nem félünk a farkastól)
- Schneider (Zágon István-Nóti Károly: Hyppolit, a lakáj)
- Király (Ionesco: A király halódik)
- Apa (Mrożek: Tangó)
- Bicska Maxi (Brecht: Koldusopera)
- Mercutió (Shakespeare: Rómeó és Júlia)
- Liliomfi (Szigligeti Ede: Liliomfi)

## Filmszerepek
- Barát – Ábel a rengetegben, rendező: Mihályfi Sándor (1993)